# Maison Lambrette
La maison Lambrette est une maison classée située dans le centre historique de la ville de Verviers en Belgique (province de Liège).

## Localisation
Cette maison est située au no 86 de la rue des Raines, une voie de la partie basse et du centre de Verviers. Cette rue est riche en demeures anciennes.

## Historique
La demeure a été construite en 1635. Le capitaine Jean Pirotte en a été le premier ou l'un des premiers propriétaires. La maison a été ensuite la propriété de François Franquinet et de sa famille pendant le XVIIIe siècle. Le menuisier Martin Lambrette en a été le locataire au début du XIXe siècle et a laissé son patronyme à cet immeuble. Dans les années 1970, l'immeuble a servi de centre culturel à une association communiste. Devenue propriété de la ville de Verviers, il est prévu que la maison Lambrette fasse l'objet d'une restauration pour y créer des logements d’insertion.

## Description
La façade possède quatre travées et trois niveaux (deux étages). Le soubassement est réalisé en pierre calcaire et le reste de la façade est en colombages avec ossature en chêne. Le colombage en sous toiture est constitué de quatorze croix de Saint-André. La porte d'entrée se trouve au-dessus de quatre marches en pierre calcaire bordées par deux murets de pierre sculptés. À l'extrémité droite, une ancienne porte de cave est placée en demi niveau. La façade compte un total de cinquante baies vitrées à croisée groupées par deux, quatre, huit ou douze. Une vitrine a été percée dans la partie gauche du rez-de-chaussée au cours du XXe siècle quand cet immeuble avait une fonction commerciale.